# SchKAS
Das SchKAS (russisch ШКАС: Шпитального–Комарицкого авиационный скорострельный, Transkription: Schpitalnowo–Komarizkowo awiazionny skorostrelny, deutsch: Schpitalny/Komaritzky Maschinengewehr für Flugzeuge) ist ein Flugzeugmaschinengewehr. Mit dieser Bordwaffe waren zu Beginn des Zweiten Weltkrieges fast alle sowjetischen Militärflugzeuge ausgestattet. Bis 1940 wurden etwa 34.233 Stück gebaut.

## Entwicklung

Verschlusssystem

Das SchKAS wurde ab 1930 von B. Schpitalny und I. Komaritzky entwickelt. Ab 1934 wurden die sowjetischen Luftstreitkräfte mit dieser Waffe ausgerüstet. Seinen ersten Kampfeinsatz erlebte es im spanischen Bürgerkrieg.

## Beschreibung
Das SchKAS ist ein zuschießender Gasdrucklader mit Kippblockverschluss und erreicht die sehr hohe Feuergeschwindigkeit von 1800 Schuss pro Minute. Ermöglicht wurde dies durch eine groß dimensionierte Anbohrung des Laufes, zudem werden die beweglichen Teile Verschluss, Steuerstück und Gaskolben zusätzlich zur Schließfeder durch am hinteren Anschlag angebrachte Pufferfedern mit großer Geschwindigkeit wieder nach vorne geschleudert. Die Waffe verschießt Patronen im Infanteriekaliber 7,62 × 54 mm R. Die Zufuhr der gegurteten Patronen erfolgt über eine Trommel, die durch eine ins Steuerstück eingefräste Kulisse über einen Hebel angetrieben wird. Der Rand der Patronen wird von einer in die feststehende Außenhülle der Trommel gefrästen Steuerkurve geführt. Die Patronen führen eine nahezu vollständige Umrundung des Systems aus, bis sie vor dem Patronenlager landen. Dabei werden sie von der Steuerkurve nach hinten aus den Gurtgliedern ausgezogen, die Gurtglieder fallen etwa auf halbem Weg ab. Die Mündungsgeschwindigkeit beträgt 825 m/s.

## Einbau
Der Einbau konnte starr im Tragflügel oder in der synchronisierten Ausführung über dem Motor erfolgen, so zum Beispiel bei den Jagdflugzeugen I-15 und I-16. Beweglich wurde es in der U-2, der Pe-2 und der Tu-2 in Drehkränzen oder Drehtürmen montiert.

## Weiterentwicklung
Das Nachfolgemodell Ultra-SchKAS erschien Ende der 1930er-Jahre und hatte eine Schussfolge von 2.500–2.800 Schuss/min. Von dieser Modifikation wurden nur sehr wenige Exemplare gebaut, da inzwischen die auf dem SchKAS basierende Maschinenkanone SchWAK zur Verfügung stand.
Das Konkurrenzmuster zum Ultra-SchKAS war das 7,62-mm-MG SN Modell 1937 von I. W. Sawin und A. K. Norow (2.800–3.000 Schuss/min), das sich jedoch nicht durchsetzen konnte.